# Бобкова, Марина Станиславовна
Мари́на Станисла́вовна Бобко́ва (род. 3 ноября 1963) — российский историк, специалист в области истории исторической мысли и западноевропейской истории раннего Нового времени. Доктор исторических наук (2010), профессор.

## Биография
В 1987 году окончила исторический факультет Ивановского государственного университета.
Поступила в аспирантуру к М. А. Баргу. В 1993 года начала работать в Институте всеобщей истории РАН. В 1994 году защитила диссертацию на соискание учёной степени кандидата исторических наук по теме «Исторические взгляды Жана Бодена». В 2010 г. защитила диссертацию на соискание учёной степени доктора исторических наук по теме «Формирование исторического знания Западной Европы эпохи перехода от Средневековья к Новому времени».
Главный научный сотрудник ИВИ РАН и руководитель Центра истории исторического знания. Руководитель научного семинара «Люди и тексты». Главный редактор одноимённого исторического альманаха.
С 2012 года — профессор кафедры всемирной и отечественной истории МГИМО(У) МИД России. Профессор кафедры источниковедения и специальных исторических дисциплин ГАУГН.
М. С. Бобковой принадлежит приоритет в изучении интеллектуального наследия Жана Бодена в России. Исследования посвящены жизни и исторической мысли Бодена. В 2000 году в серии «Памятники исторической мысли» был опубликован первый перевод на русский язык трактата Бодена «Метод легкого познания истории». В 2021 году М. С. Бобкова выступила организатором международной конференции «Универсум Жана Бодена». В 2023 году была выпущена коллективная монография «Интеллектуальные горизонты мира Жана Бодена», посвященная научной рецепции творчества Бодена и российской традиции переводов его сочинений на русский язык.
Выступила научным консультантом телесериала «Графиня де Монсоро». Постоянный участник научно-популярных исторических программ.

## Научные труды

### Монографии
- Боден, Жан. Метод лёгкого познания истории / перевод, статья, примечания, указатель М. С. Бобковой. М.: Наука, 2000. 412 с. — ISBN 5-02-008714-9.
- «Historia pragmata». Формирование исторического сознания новоевропейского общества. М.: ИВИ РАН, 2010. 329 с. — ISBN 978-5-94067-305-7.
- Состояние переходности и смыслы истории / под общей редакцией М. С. Бобковой. СПб.: Евразия, 2019. 400 с. — ISBN 978-5-8071-0427-4.
- Конструирование истории. Кто мы? / под общей редакцией М. С. Бобковой. СПб.: Евразия, 2019. 320 с. — ISBN 978-5-8071-0426-7.
- Интеллектуальные горизонты мира Жана Бодена / М. С. Бобкова, Т. В. Черникова, А. А. Рогожин [и др]. М.: МГИМО-Университет, 2023. 644 с. — ISBN 978-5-9228-2662-4.

### Учебные пособия
- Западноевропейское историописание «эпохи катастроф»: учебное пособие для исторических факультетов университетов по специальности «История» / М. С. Бобкова; Российская акад. наук., Ин-т всеобщ. истории, Гос. ун-т гуманитарных наук, Науч.-образовательный центр по истории. — М.: Университет. Книжный дом, 2008. — 251 с. — ISBN 978-5-98227-161-7
- Инновационный учебно-методический комплекс «История». 10-11 классы. Часть I: Интерпретация истории / М. С. Бобкова, К. Ю. Ерусалимский, В. И. Журавлева [и др.]. — М.: ОЛМА Медиа Групп, 2010. — 183 с.
- Историописание и историческая мысль западноевропейского средневековья: Практикум-хрестоматия в 3 кн. Кн. 1.: IV—IX века. / авт.-сост.: М. С. Бобкова [и др.]. — 2-е изд., испр. и доп. — СПб.: Нестор-История, 2011. — 334 с. — ISBN 978-5-98187-792-6
- Историописание и историческая мысль западноевропейского средневековья: Практикум-хрестоматия в 3 кн. Кн. 2.: X—XIV века. / авт.-сост.: М. С. Бобкова [и др.]. — 2-е изд., испр. и доп. — СПб.: Нестор-История, 2011. — 288 с. — ISBN 978-5-98187-793-3
- Историописание и историческая мысль западноевропейского средневековья: Практикум-хрестоматия в 3 кн. Кн. 3.: XV—XVI века. / авт.-сост.: М. С. Бобкова [и др.]. — 2-е изд., испр. и доп. — СПб.: Нестор-История, 2011. — 376 с. — ISBN 978-5-98187-794-0
- Европа и мир XV—XVI вв.: Хрестоматия-практикум / авт.-сост.: Т. В. Черникова, Н. А. Могилевский, М. С. Бобкова, В. И. Уколова. — М.: Прометей, 2021. — 268 с. — ISBN 978-5-00172-141-3

### Статьи
- Исторический метод Жана Бодена // Диалог со временем. 1999. № 1. С. 84-183.
- Эпоха религиозных войн во Франции и рождение исторической науки Нового времени // Диалог со временем. 1999. № 1. С. 184—200.
- Жан Боден о предмете истории // Диалог со временем. 2000. № 2. С. 192—197.
- Ещё одна попытка реконструкции биографии Жана Бодена // Диалог со временем. 2001. № 5. С. 75-101.
- Историческое знание и интеллектуальная культура // Новая и новейшая история. 2002. № 3. С. 239—242. (в соавт. с Л. П. Репиной)
- Наука и власть: научные школы и профессиональные сообщества в историческом измерении // Новая и новейшая история. 2003. № 3. С. 215—217.
- Межкультурный диалог в историческом контексте // Новая и новейшая история. 2005. № 1. С. 93-101.
- Как складывались представления о предмете и методе истории в западноевропейском обществе раннего Нового времени? // Вестник РГГУ. Серия: История. Филология. Культурология. Востоковедение. 2008. № 12. С. 195—209.
- У истоков формирования исторического сознания западноевропейского общества Нового времени // Новая и новейшая история. 2008. № 6. С. 24-34.
- Периодизация западноевропейской истории в сочинениях мыслителей XVI—XVIII веков // Новая и новейшая история. 2009. № 1. С. 109—126.
- Профессиональные сообщества историков в современной России // Электронный научно-образовательный журнал «История». 2010. № 1. С. 3-4.
- История исторической мысли (заметки о работе одного академического центра) // Средние века. 2012. Т. 73. № 3-4. С. 259—289.
- Стратегии изучения социокультурных кодов исторического источника // Люди и тексты. Исторический альманах. 2013. № 2. С. 7-11.
- Книжная культура в познании прошлого // Люди и тексты. Исторический альманах. 2013. № 3. С. 7-11.
- Новоевропейская «варвалогия» в исторических трактатах XVI века // Цивилизация и варварство. 2013. № 2. С. 246—269.
- Беззаветное служение (К 70-летию со дня рождения доктора исторических наук, профессора Виктории Ивановны Уколовой) // Средние века. 2014. Т. 75. № 1-2. С. 299—308.
- Источники знаний о прошлом: античные историки в сочинениях авторов Раннего Нового времени // Люди и тексты. Исторический альманах. 2014. № 4. С. 154—169.
- Исторический компендиум: заметки об аппарате издания 1579 года // Проблемы социальной истории и культуры средних веков и раннего нового времени. 2015. № 12. С. 389—409.
- Информационные лабиринты истории // Электронный научно-образовательный журнал «История». 2015. № 5 (38).
- Исторический источник в науке и медийной среде // Электронный научно-образовательный журнал «История». 2015. № 7 (40). (в соавт. с Н. В. Войтовым)
- Историографические этюды о Михаиле Николаевича Машкине // Вестник Кемеровского государственного университета. 2015. № 3-2 (63). С. 17-21.
- Понятие «историописание» в трудах М. А. Барга и современная история исторического знания // Люди и тексты. Исторический альманах. 2016. № 8. С. 147—158.
- …Средневековья никогда не существовало… // Средние века. 2017. Т. 78. № 4. С. 177—182. (в соавт. с С. Г. Мереминским, А. И. Сидоровым, М. П. Айзенштат)
- История и миф: современное осмысление // Новая и новейшая история. 2018. № 2. С. 155—158. (в соавт. с М. П. Айзенштат)
- Формы освоения прошлого: история и миф // Электронный научно-образовательный журнал «История». 2018. № 6 (70).
- Историческое знание в пространстве современной книжной культуры // Библиография. Научный журнал по библиографоведению, книговедению и библиотековедению. 2018. № 2 (415). С. 34-40.
- Не сожалея о потерянном рае: перевёрнутый миф Жана Бодена // Люди и тексты. Исторический альманах. 2019. № 12. С. 125—137.
- Жан Боден в отечественной историографии // Электронный научно-образовательный журнал «История». 2022. Т. 13. № 1 (111).
- Книги Жана Бодена в фондах российских библиотек // Люди и тексты. Исторический альманах. 2022. № 15. С. 129—149.